# Octave de Champeaux
Pour les articles homonymes, voir Champeaux.
Octave de Champeaux de La Boulaye né le 16 juin 1837 à Orléans et mort le 30 avril 1903 à Menton est un peintre français, rattaché à l’École de Barbizon.

## Biographie
En 1858, Octave de Champeaux soutient une thèse pour la licence de droit à la faculté de droit de Paris.  Après un voyage en Italie en 1870, il se fixe à Barbizon. Élève de Narcisse Díaz de la Peña et de Jules Dupré, il puise son inspiration dans les paysages voisins de Barbizon, et au gré de ses voyages, en Bretagne ou en Algérie.
En 1885, il demeurait au 5, rue Pelouze à Paris.
Il est nommé peintre de la Marine en 1890.

## Œuvres dans les collections publiques
États-Unis
- Jacksonville, Musée d'Art et jardins de Cummer : Vue à travers une clairière.

France
- Autun, musée Rolin :

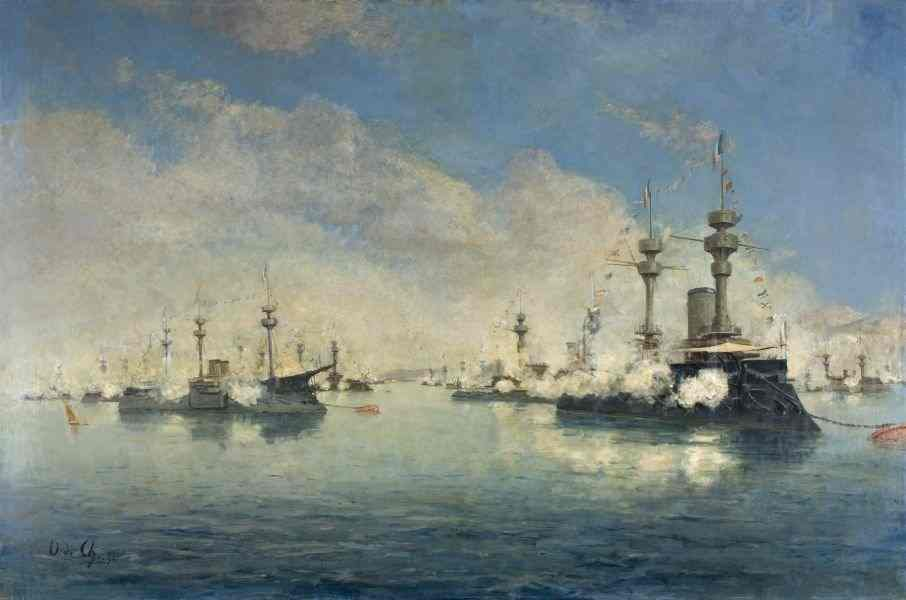
Escadre à Toulon, 14 juillet 1892 (1892), musée national de la Marine.

  - Le Temple de Janus à Autun, huile sur toile ;
  - La Porte de la Batterie à Alger, huile sur toile ;
  - Vue du faubourg et de la porte d'Arroux à Autun, huile sur toile.
- Paris :
  - musée national de la Marine : Escadre à Toulon, 14 juillet 1892, 1892, huile sur toile.
  - musée d'Orsay :
    - Clair de lune en mer, avant 1897, huile sur toile ;
    - Les Trois Escadres de la Méditerranée, 1892, huile sur toile.

## Expositions
- 1885, 27e Exposition d'Amiens : La Reine de l'île de la Jatte à Tonnay Charente (Charente-Inférieure), no 120[6].